# Sclerocyphon aquaticus
Sclerocyphon aquaticus is een keversoort uit de familie keikevers (Psephenidae). De wetenschappelijke naam van de soort werd in 1919 gepubliceerd door Arthur Mills Lea.